# Charlie Burns
Charlie Burns, született Charles Frederick Burns (Detroit, Michigan, USA, 1936. február 14. – Wallingford, 2021. november 5.) kanadai jégkorongozó.

## Pályafutása
Komolyabb junior karriejét a Toronto Marlborosban kezdte 1952-ben és 1956-ig itt játszott és a szezon végén megnyerték a Memorial-kupát. Két további szezont a Whitby Dunlopsben töltött. A kanadai állampolgárságot választotta és részt vett az 1958-as jégkorong-világbajnokságon, ahol a legjobb csatárnak választották és a csapattal aranyérmet nyert. 1958-ban egy idényre a Detroit Red Wings csapatába került innen pedig a Boston Bruinsba négy évre. Közben egy kicsit játszott az alsóbb ligában (Kingston Frontenacs). 1963–1967 között a WHL-ben játszott a San Francisco Seals csapatában. Innen ismét felkerült az NHL-be a Oakland Seals csapatába. A következő idényben a Pittsburgh Penguins csapatában szerepelt. 1969 és 1973 között a Minnesota North Stars játékosa volt. Az AHL-es New Haven Nighthawksből vonult vissza 1974-ben.

## Díjai
- J. Ross Robertson-kupa: 1956
- Memorial-kupa: 1956
- Allan-kupa: 1957
- A világbajnokság legjobb támadója: 1958
- Világbajnoki aranyérem: 1958